# AIML
AIML (Artificial Intelligence Markup Language) – język znaczników oparty na języku XML, służący do tworzenia baz wiedzy chatterbotów, opracowany pierwotnie przez hakera, dr. Richarda S. Wallace’a, a później rozwijany również przez społeczność wolnego oprogramowania ALICE w latach 1995–2000.

## Elementy języka AIML
Język AIML zawiera kilka różnych elementów. Najważniejsze z nich są opisane poniżej.

### Category
Kategorie (<category>) są najważniejszymi znacznikami AIML. Kategorie składają się z przynajmniej dwóch elementów: znacznika <pattern> oraz znacznika <template>. Poniżej znajduje się prosty przykład zastosowania znacznika <category>:
```
<aiml
 
version=
"1.0.1"
>

<category>

  
<pattern>
HELLO
</pattern>

  
<template>
Witam.
</template>

</category>

</aiml>

```

Baza wiedzy podana w przykładzie jest zgodna z wersją 1.0.1 dokumentacji języka AIML.

### Pattern
Wzorzec (<pattern>) jest ciągiem znaków dopasowanych do jednego lub więcej zapytań użytkownika. Wzorzec w stylu:
```
ILE MASZ LAT

```

zawiera tylko jedno zapytanie, ignorując: „jak masz na imię”.
Wzorce mogą również zawierać symbol wieloznaczny ('*'), który odpowiada jednemu lub kilku wyrazom. Wzorzec w stylu:
```
ILE MASZ *

```

dopasuje do skończonej liczby zapytań np.: „ile masz lat”, „ile masz zwierzaków”, „ile masz par butów” itd.
Pattern języka AIML jest prostszym i o wiele mniej skomplikowanym językiem dla wzorów niż wyrażenia regularne.

### Template
Szablony (<template>) określają reakcje na wzorzec. Szablony mogą być całą odpowiedzią, np.
```
MAM NA IMIĘ ASIA.

```

W szablonach można używać również zmiennych np.
```
MAM NA IMIĘ <bot name="name"/>.

```

która zastąpi nazwę bota w zdaniu, lub
```
POWIEDZIAŁEŚ MI, ŻE MASZ <get name="user-age"/> LAT.

```

która zastąpi user-age (jeśli zostało to już wcześniej w rozmowie z botem podane) wiekiem użytkownika.
Znacznik template zawiera podstawowe elementy formatowania tekstu, odpowiedzi warunkowe (if-then/else) oraz losowe odpowiedzi.
Szablony mogą przekierowywać do innych wzorców przy użyciu znacznika <srai>. Może być to wykorzystywane w przypadku synonimicznych wzorców, jak w przykładzie poniżej
```
<category>

  
<pattern>
JAK
 
MASZ
 
NA
 
IMIĘ
</pattern>

  
<template>
MAM
 
NA
 
IMIĘ
 
<bot
 
name=
"name"
/>
.
</template>

</category>

<category>

  
<pattern>
JAK
 
SIĘ
 
NAZYWASZ
</pattern>

  
<template>

    
<srai>
JAK
 
MASZ
 
NA
 
IMIĘ
</srai>

  
</template>

</category>

```

Pierwsza kategoria zawiera prostą odpowiedź na pytanie „jak masz na imię”, wstawiając w odpowiedzi nazwę bota. Druga kategoria przekieruje zapytanie „jak się nazywasz” do kategorii, zawierającej zapytanie „jak masz na imię” i zwróci odpowiedź. Oba wyrażenia są równoważne.